# Longueval
Longueval es una comuna francesa situada en el departamento de Somme, en la región de Alta Francia.

## Demografía
| 301 | 307 | 267 | 278 | 237 | 248 | 270 |
| Para los censos de 1962 a 1999 la población legal corresponde a la población sin duplicidades (Fuente: INSEE [Consultar]) |     |     |     |     |     |     |